# کویچی هیرونو
کویچی هیرونو (انگلیسی: Koichi Hirono؛ زادهٔ ۱۶ آوریل ۱۹۸۰) بازیکن فوتبال اهل ژاپن است.
از باشگاه‌هایی که در آن بازی کرده‌است می‌توان به باشگاه فوتبال ناگویا گرامپوس اشاره کرد.